# Ваздухопловни мотор
Ваздухопловни мотор је погонски систем ваздухоплова (авиона/хеликоптера/беспилотних летелица/моторних једрилица), а заснива се на клипном мотору, гасној турбини, мотору, сунчевој енергији и пропулзији. У оквиру развоја ваздухопловства развијали су се и они, као одговор на захтеве за повећање брзине и висине лета, долета, носивости, екологије и економичности ваздухоплова. Развој је текао у домену принципа рада, конструкције и избора материјала и погонског горива. Основна разлика између ваздухопловних мотора и класичних је потребна снага, поузданост, повољан однос снаге и масе и испуњавање посебних и специфичних ваздухопловних прописа и стандарда.
Најдоминантнији утицај на развој ваздухопловних мотора су имали постављени захтеви за летелице, на које се уграђују, по намени, врсти и профилу задатака, које треба да обављају у оперативној употреби.

## Конструкција мотора
Процес развоја мотора се заснива на скупу компромиса. Инжењери конструктори морају уважавати све специфичне условљености за моторе, да би постигли одређени циљ. Авиони су један од најзахтевнијих апликација за мотор, диктирајући више пројектних захтева, од којих су многи међусобно супротни. Авионски мотор мора бити:
- Поуздан, пошто са његовим отказом настаје далеко већи проблем него што је за било које друго средство на земљи и води, на пример за аутомобил или чамац. Услови рада ваздухопловних мотора су екстремни у домену температуре, притиска, брзине, убрзања (последично оптерећења) и без обзира на то мора безбедније да ради од свих осталих, који имају далеко комфорније услове.
- Мале масе, пошто се захтева да је минимална тежина празног авиона, да му не угрожава носивост и друге перформансе.
- Снажан, да се са његовим погоном превазиђе тежина авиона, отпор и инерција.
- Малих димензија и подесан за усавршавање. Велики мотори са значајном чеоном површином, диктирају такву површину трупа, односно авиона, која му повећава отпор.
- Лак за одржавање, са малим радом, кратким временом и са ниским трошковима његове замене на авиону. Мање поправке би требало да буду релативно јефтине и изводљиве и изван специјализованих радионица.
- Ефикасан са стандардним горивом усвојеним у ваздухопловству.
- Способан за рад у захтеваном дијапазону висине и промене густине ваздуха, предвиђене за авионе.
- Минималан фактор нарушавања екологије.

За разлику од аутомобилског, ваздухопловни мотор често и временски дуго ради на екстремном режиму. У принципу, ваздухопловни мотор ради на максималној снази неколико минута током полетања, затим снага је незнатно смањена за успон, а потом проводи већину свог времена лета (обично 65%) на режиму крстарења на 75% од своје пуне снаге. Код борбених, ловачких авиона тај спектар оптерећења је још неповољнији због дела лета вођења борбе и сложених еволуција. Насупрот томе, мотор аутомобила може да проводе 20% свог времена рада на режиму 65% своје снаге, док убрзава, затим 80% свог времена на режиму 20% снаге, током путног режима.
У укупној поузданости авиона, мотор утиче са 50%, зато се и удвајају, због повећања укупне поузданости. Путнички авиони, посебно на прекоокеанским линијама, морају по прописима обавезно бити вишемоторни. Са чиме се значајно повећава њихова поузданост.
Снага клипних и турбинских авионских мотора се изражава у јединицама за снагу, коју пренесе на елису (обично у kW, ређе у коњској снази), која је момент помножен са бројем обртаја радилице у јединици времена. Елиса претвара снагу мотора у вучну силу, која поништава отпор авиона и његову силу инерције, при убрзању.
Код млазних мотора се добија сила потиска са променом количине кретања гасова у јединици времена, у процесу њиховог сагоревања.
Пројекат ваздухопловног мотора има тенденцију да фаворизује поузданост, у комбинацији са осталим карактеристикама. Дуго време рада на режиму велике снаге и безболно подржавање сталних промена режима рада, не сме да угрози поузданост његовог рада и лета авиона. Конструкцијом ваздухопловних мотора се удвајају витални делови на њему, због повећања његове укупне поузданости. Независност функција удвојених делова и система значајно повећава поузданост, са смањеним ризиком за отказ целог мотора. На пример, клипни мотори имају два независна система за магнетно паљење, а и резервна пумпа за гориво увек се интегрише на мотор, са електро погоном (основну покреће сам мотор).
Авион се креће великом брзином, кроз ваздушни простор. Ово омогућава његовом мотору, са ваздушним хлађењем, да одржава оптималну температуру, за разлику од услова са хладњацима са течношћу (измењивачима топлоте). Уз одсуство хладњака, ваздухопловни мотор је једноставнији и има мању масу. Количина протока ваздуха око мотора добија се пажљивом оптимизацијом пројекта авиона у складу са очекиваном брзином и висином лета, у циљу сталног одржавања мотора на оптималној температури.
Авион лети и на великим висинама, где је ваздух ређи, у односу на мале висине. Мотору је потребан кисеоник за процес сагоревања, то изискује на висини додатне системе, као што су турбопуњач или компресор за допунски ваздух. Компресор је погодно и најчешће решење за ваздухопловне моторе.

## Историја ваздухопловних мотора
Хронологија значајнијих настојања за разрешење питања погона летелица је следећа:
- Леонардо да Винчи је 1485. године, нацртао детаљне планове за лет са људском снагом. Нема доказа да је он заиста покушао да направи такав уређај. Појам људског погона, механички уређај за летење, по узору на птице и слепе мишеве, интерес су људи и током наредна четири века. Леонардов сан је коначно испуњен, са летелицом Госамер кондор.
- Емануел Сведенборг (енгл. Emanuel Swedenborg), 1714. године, направио је изузетан ваздухопловни пројекат „машине за летење“ за своје време. Облик летелице је био као горња половина јајета на ногама (конкавне горње површине), у центру је био хеликоптерски двокраки ротор, са погоном.
- Сер Џорџ Кејли (енгл. Sir George Cayley) је један од најзначајнијих људи, научника у историји ваздухопловства. Многи га сматрају првим правим научником и истраживачем у области ваздухопловства и првом особом, која је разумела основне принципе погона летелице. Саградио је свој први модел хеликоптера са контра-ротационим ротором. Први је уочио везу и векторски дефинисао силе узгона, отпора, тежине и вучне/потисне силе погона.

- Вилијам Самуел Хенсон (енгл. William Samuel Henson), инжењер и проналазач1843. године, који је био упознат са радом Џорџа Кејлија у домену ваздухопловства. То је довело до пројекта великог путничког једнокрилног авиона, са распоном од 150 m и са погоном са парним мотором од 37 kW. Пројекат је патентиран 1843. године, Хенсон је направио модел свог пројекта и покушао је демонстрирати његов лет, али није успео у доказу.
- Џон Стрингфелов (енгл. John Stringfellow) је 1848. године, интегрисао је парну машину способну да покреће летелицу, али је занемарио проблем односа снаге и тежине, те се доказало да то није могуће.
- Враћа Темпл (фр. Felix & Louis du Temple) су 1874. године, изградили авион једнокрилац, у Бресту, Француска. Имали су најмање један покушај да полете. Генерално је покушај успео, летелица се подигла и спустила без инцидента и без повреде пилота. Погон ове летелице је био мотор са топлим ваздухом (парна машина). Тај принцип су патентирали 1876. године.
- Карл Јато (енгл. Karl Jatho) је испитао свој авион 18. августа 1903. и успео да направи лет (скок) на висини 3 m и у дужини од 60 m.
- Браћа Рајт су 1903. године, са мотором од 9 kW, уграђеним у авион Рајт Флајер, направили су први лет у светској историји ваздухопловства.
- Румун Трајан Вуја (енгл. Traian Vuia), полетео је 18. марта 1906. године, својим авионом у Француској. Направио је скок висине 1 m, у дужини од 20 m. Авион је имао погон са гасним мотором, који је радио три минута. Течни угљен-диоксид је у био ускладиштен у резервоар и он је у гасовитом стању покретао мотор у временском трајању од 3 минута.
- Рене Лорин (фр. René Lorin) је патентирао 1908. године концепт набојно млазног мотора (енгл. Ramjet).
- Са француским ротационим мотором „гноме“ (фр. Gnôme), авион је 1909. године, освојио светски рекорд у дужини лета од 110 km, у издржљивости мотора у непрекидном лету.
- Неуспешан покушај чувеног румунског ваздухопловног научника Хенрија Коанде (енгл. Henri Marie Coandă), био је са погоном авиона каналисаним вентилатором, 1910. године.
- Фабрика аутомобила Адамс-Фарвел (енгл. Adams-Farwell) је у периоду од 1889. до 1905. године, изградила ротациони мотор од 19 kW са ваздушним хлађењем, који су интегрисали на авион са фиксним крилом, у САД, 1911. године.
- Огист Ратеау (енгл. Auguste Rateau) је предложио решење 1916. године, да се помоћу издувних гасова покрећу компресори за побољшање напајања мотора, па и побољшање његових перформанси, на већим висинама лета. То је први пример турбопуњача, што је имало историјски значај за даљи развој мотора са унутрашњим сагоревањем и за његову експлоатацију до крајњих принципских ограничења (P-47 тандерболт).
- Френк Витле (енгл. Jendrassik György Frank Whittle), патентирао је 1930. године, турбо-млазни мотор, а израђени прототип је испитао 1937. године. Сматра се „оцем“ турбомлазних мотора, а на основу његовог патента, израђен је је први серијски млазни мотор W2/700, који је интегрисан на Глостер метеор. То је један од првих серијских авиона, са таквим мотором.
- Хајнкел HeS 3 је енгл. Heinkel HeS 3 је први немачки оперативни турбо-млазни мотор 1938. године. Био је интегрисан на авион Хајнкел He 178.
- Први елисномлазни мотор у свету пројектован је 1939.1942 године. Пројектовао га је инжењер Јендрашик Ђури мађ. Jendrassik György.
- Месершмит Me 163 је први авион на свету, развијен је 1944. године, са ракетним мотором. Развијен је у Немачкој, при самом крају Другог светског рата.
- Амерички авион Бел X-1, са ракетним мотором премашио је брзину звука, 1947. године, то је учињено први пут у историји ваздухопловства.
- Први турбоелисни мотор је произведен 1948. Затим је већи развијен 1950. године, са снагом од 210 kW.
- Први авион у свету, са набојно-млазним мотором је био француски експериментални авион Ледук 0.10, произведен је 1949. године.
- Британска фирма Ролс-Ројс (Rolls-Royce) (енгл. Rolls-Royce), произвела је први у свету двопроточни турбомлазни мотор, под називом Ролс-Ројс конвеј 1950. године. Овај мотор је ушао у оперативну употребу и од њега потичу многе верзије, које се користе и данас на савременим путничким авионима.
- Произведен је амерички двопроточни турбомлазни мотор Џенерал електрик TF39, 1960. године, са високим односом двопроточности, веома поуздан и економичан, уведен је у масовну оперативну употребу.
- Развијен је и произведен авион Авион X-15, са ракетним мотором. Летео је на висини од 80 km, на путу дугачком преко 4.800 km, 1960. године.
- Аустралијска експериментална летелица HyShot, са набојно надзвучним млазним мотором (енгл. Scramjet) летео је у понирању, 2002. године, у функцији провере (упоређења) аеродинамичких карактеристика са добијеним у надзвучном аеротунелу, прекидног дејства.
- Развијен је НАСА X-43, први надзвучни авион са набојно млазним мотором, за надзвучне брзине (енгл. Scramjet), 2004. године.[4][5][6][7][8][9][10][11][12][13]

## Гориво
Ваздухопловно гориво се производи по строгим стандардима квалитета, да би се избегли кварови мотора, а да исти пружа оптималну снагу. Стандарди су много строжи за ваздухопловна горива, од предвиђених за друмска возила. Сразмерно овим високим стандардима, већа је и цена за ваздухопловно гориво, од намењених за друмска возила.
Ваздухопловни клипни мотори користе бензин, са октанским бројем од 100 до 150. Ови виши октански бројеви, у односу на аутомобилске бензина, омогућавају већи степен компресије мотора, повећање снаге и ефикасности на већим висинама лета. Гориво је обележено са октанским бројем и садржајем олова, на пример 100LL. Значи 100 октана и низак проценат олова (LL).
Млазни мотори користе теже деривате, „керозин“, дизел-мотори, дизел-гориво. Последњих година су присутни велики напори и финансијска улагања у истраживања алтернативних горива и технологија њихове примене. Познати су програми Авион Хелиос и Соларни импулс, са соларном енергијом и био-горива, као замена за нафтине деривате.
Сва горива и мазива морају испуњавати међународне и националне прописе о квалитету, складиштењу, транспорту и о пуњењу у летелицу.

## Мотор са унутрашњим сагоревањем
У мотору са унутрашњим сагоревањем сагорева гориво (обично фосилна, алтернативно био-горива). Ствара се његова смеша са оксидантом (обично са ваздухом) у комори за сагоревање. Сагоревање смеше прати висока топлота и притисак гасова, које производи сагоревање и ствара директну силу на чело клипа, лопатице турбине, или млазнице (зависно од врсте мотора). Та сила се преноси у корисну механичку енергију.
Термин мотор са унутрашњим сагоревањем се обично односи на варијанте четворотактног и двотактног клипног мотора, заједно са варијантама, као што је Ванкелов, ротациони и дизел-мотор. Друга групација мотора са унутрашњим сагоревањем користе континуално сагоревање, као што су гасне турбине и део процеса млазних и неких врста ракетних мотора. Млазни и ракетни мотори се ипак због својих специфичности, допунског сагоревања гасова и после напуштања тела мотора, засебно класификују. Код њих се користан термодинамички процес продужава и после напуштања пламене коморе.
Мотор са унутрашњим сагоревањем је сасвим другачији од решења са спољним сагоревањем, као што су парне машине, код којој се енергија испоручује преко, споља припремљеног радног флуида, који се производи у процесу спољњег континуалног сагоревања. Радни флуид може бити ваздух, водена пара, течни натријум, загрејани (припремљени) у некој врсти спољне посуде (котла).
|  |                                                                              |
|  | Анимације принципа рада двотактног клипног мотора са унутрашњим сагоревањем. |

### Клипни мотор
Клипни мотор, је топлотни мотор са једним или више клипова, за претварање притиска на његову чеону површину. Резултат тога је сила, која на краку представља обртни момент, за ротирање радилице. Главни типови клипних мотора су: бензински (двотактни и четворотактни) и дизел. За ваздухопловство су интересантни бензијски четворотактни, а у последње време и дизел-мотори.
Клипни ваздухопловни мотор је великог односа снага/маса, што се постиже са применом строгих критеријума оптимизације пројекта и термодинамичког процеса. Користе се квалитетни материјали велике отпорности на оптерећења и при повишеним температурама, а мале специфичне тежине. Карбуратор, систем паљења и горивна пумпа се удвајају ради повећања поузданости. Опрема се са комресором за одржавање притиска пуњења с ваздухом, са повећањем висине лета.

#### Линијски мотор
Овај тип мотора има више цилиндара, поређаних у један ред. Обично има паран број цилиндара, али постоје случајеви и са три и пет. Највећа предност ових мотора је у томе што омогућавају да се авион пројектује са минималном чеоном пројекцијом, а то значи и мањи чеони отпор. Ако је радилица мотора изнад цилиндара, тада се зове обрнути линијски мотор, који омогућава елиси авиона да се постави на већем растојању од земље (већи клиренс), па се тада могу користити краће ноге стајних органа. Недостаци су оваквог мотора хлађење са течношћу, већа маса и лош однос снага/маса. Радилица је дугачка, њено кућиште масивно и тешко. У принципу линијски мотор може бити са ваздушним или воденом хлађењем, али течно хлађење је много чешће, јер је тешко директно добити довољан проток ваздуха да охлади задњи цилиндар, на свима режимима рада. Течно хлађење изискује инсталацију, са одређеном количином течности и са одговарајућим хладњаком, који се мора поставити у ваздушну струју изван контуре трупа авиона. Све то заједно има за последицу допунски прираст масе и осетљивост на кварове и оштећења, нарочито код борбених авиона. Линијски мотори су се раније доста користили, укључујући и Рајт флајер, авион који је направио први званични лет у историји ваздухопловства. Међутим, наведени недостаци су га постепено потискивали из примене. Тако да је тренутно реткост у авијацији. Због повећања поузданости, а и из конструктивних разлога, најчешће се код ваздухопловне употребе изводи са две „брегасте“ осовине, једна за усисне а једна за издувне вентиле.
|  |  |  |

Приказана је радилица, клипови, вентили и брегасте осовине мотора и анимација кретања цилиндара и радилице. Приказана је слика познатог мотора Ренџер L-440, са 6 цилиндара, поређаних у линији.

#### Ротациони мотор
Почетком Првог светског рата, када су се авиони први пут користили као борбени, постало је јасно да су постојећи линијски мотори били претешки, за расположиву количину енергије. Конструкторима тадашњих авиона је био потребан лаган мотор, снажан, јефтин и једноставан за производњу у великим количинама. Ротациони мотор остваривао је тадашње те захтеве. Код ротационог мотора сви цилиндри су кружно постављени око кућишта, као код радијалног мотора, али разлика је у томе што је овде радилица статична, причвршћена за структуру авиона, а елиса за блок мотора (обрнуто, у односу на радијални). Цео се мотор обрће са елисом, а радилица мирује, као ослонац. Са овим је обезбеђено добро ваздушно хлађење, без обзира на брзину кретања авиона. Неки од ових мотора су били двотактни, са великом специфичном снагом и добрим односом снаге и тежине. Нажалост, велики жироскопски моменти од обртања велике масе, отежавали су управљање авионом у лету, а посебно при полетању и слетању. Мотори су такође трошили велике количине уља, кружно су избацивали, по целом авиону, издувне гасове, који су смањивали видљивост и отежавали дисање пилоту. Конструктори мотора су били свесни многих ограничења за ротациони мотор. Када је блок мотора постао још поузданији, са мањом масом и мотор са мањом потрошњом горива, тада су ротациони мотори чешће примењивани.

#### мотор
Код овог мотора су цилиндри распоређени у две линије (два линијска тела), чије су средње равни међусобно нагнуте под 30-60 степени, тако да када се гледа у чело, дуж радилице, изгледа као „V“. Већина „V“ мотора су са течним хлађењем. Варијанта „V“ обезбеђује већу снагу и повољнији однос снага/маса, од редног мотора, док још увек задржава малу чеону површину.
Генерално гледано, ова конфигурација смањује дужину и висину мотора, у односу на линијски са истим бројем цилиндара. Најпознатији и најуспешнији мотор, у овој варијанти, је Ролс-Ројс мерлин, који се прославио на чувеним британским авионима из Другог светског рата, Супермарин спитфајер и Де Хевиланд DH.98 москито.
Карл Бенз (енгл. Karl Benz) је, 1896. године, патентирао пројекат да сагласни клипови, по један из сваког блока, имају заједнички ексцентар на радилици и да се на њу заједно преноси обртни момент од два клипа из различитих блокова. Са овим су „песнице“ двеју кјунача заједно постављене, једна поред друге, на заједнички ексцентар.

#### Радијални мотор
Овај тип мотора има један или више редова цилиндара, распоређених у круг око осе кућишта. Сваки ред се мора састојати од непарног броја цилиндара, како би се обезбедио миран и исправан рад мотора. Радијални мотор има само по један ексцентар за сваки ред цилиндара и релативно мали картер, што је довело до повољног односа снаге и масе. Пошто склоп цилиндара ослобађа велику количину топлоте и ако се иста не одводи, карактеристике мотора се деградирају. Код радијалног мотора сваку стублину цилиндра „кваси“ свежа ваздушна струја и он се равномерно и ефикасно хлади.
У доње цилиндре, који су испод блока, може се са слободним падом прикупити већа количина уља, ако мотор дуже време не ради, што може изазвати хидро-удар при стартовању. Да не би дошло до хидро-удара и веће штете, мотор се мора припремити за пуштање у регуларан рад.
У војним авионима, велике чеона површина радијалног мотора, исти делује као додатна заштита пилота, од непријатељске ватре. Међутим, велика чеона површина отежава ефикасно аеродинамичко обликовање трупа за минимални отпор.
Прави представник ове категорије мотора је P & W R-2800, прослављен на једном од најбољих ловачких авиона са клипним мотором, свих времена, P-47 тандерболт (види прву слику у „Конструкција мотора“).

#### Боксер мотор
Боксер мотор је клипни мотор са постављеним линијским кућиштима цилиндара, на супротним међусобним странама. Он практично представља специјални случај V мотора, када је угао између кућишта цилиндара од 1800 и када су песнице кјунача супротних клипова на истом ексцентру радилице. На њему се користе решења са ваздушним и са воденим хлађењем, али са ваздушним чешће. Боксер-мотор се на авион поставља са хоризонталним положајем радилице, а на хеликоптере вертикално. Положај цилиндара боксер-мотора доприноси сигурности и несметаном његовог раду. За разлику од радијалних мотора, боксер-мотор нема проблем са ризиком за хидростатичку блокаду, због сливања уља у цилиндре.
Боксер мотори, са ваздушним хлађењем, са четири и шест цилиндара, са снагом од око 300 kW, најчешће су коришћени мотори на лаким авионима, генералне авијације. Авиони који захтевају више од 300 kW, по мотору, обично се опремају са турбинским моторима.
Најпознатији су ваздухопловни боксер мотори из фамилије „Лајкоминг“ (енгл. Lycoming).
|  |  |  |

Изглед и анимација принципа рада боксер мотора.

### Дизел-мотор
Дизел-мотор је добро проверен и доказан у ваздухопловној употреби. У принципу дизел-мотори су поузданији и много више одговарају за услове временски дужег рада, за средње снаге. Из тих разлога се и више користе за камионе од бензинских. Неколико покушаја за производњу ваздухопловних дизел-мотора, направљено је у 1930. години, али у то време, легуре нису биле на потребном нивоу квалитета за веће компресије, односно за већа оптерећења, која су код њих присутна. Они су генерално имали лош однос снаге и масе и то их је дисквалификовало. Напредак технологије, побољшање расположивих материјала (висококвалитетних легура), значајно је побољшало однос снага/маса, а и побољшано је и дизел-гориво. То је заједно кандидовало примену дизел-мотора у лакој авијацији. У Европи се све више ова категорија разматра за опремање економичних мањих авиона. Тако се конвертују аутомобилски Мерцедесови дизел-мотори у ваздухопловну употребу. У коришћењу нових дизел-мотора може да се значајно уштедети на гориву, што представља највећу корист.

### Ванкел мотор
Ванкел мотор има неке предности за ваздухопловне моторе, у односу на традиционалне. Пре свега, за око 50% су мање масе, димензије и сложеност, за исту снагу. У авио апликацијама, повољан однос снаге према маси је пресудан за карактеристике летелице, а то Ванкел мотор испуњава. Пошто се мотор обично изводи са алуминијумским кућиштем и челичним клиповима и цилиндрима, а све се заједно обрће са елисом и трпи велике центрифугалне силе, неравномерно се алуминијум шири у односу на челик при загревању. То је ограничавајући фактор за Ванкел мотор, у односу на клипни мотор. Овај фактор је важан за квалитет и безбедност у ваздухопловној употреби. Значајнији развој овог концепта, који је започет са развојем пројеката после Другог светског рата, успоравала је ваздухопловна индустрија фаворизујући коришћење турбинских мотора. Тада се веровало да ће они бити примарне примене на свима категоријама авиона. При томе је заборављена лака и ултралака авијација.
Ванкел мотори постају све популарнији код експерименталних авиона, у домену ултралаке авијације, личне израде, због више фактора. Већина постојећих аутомобилских Ванкел мотора (12А и 13B са „мазде“), се могу адаптирати у ваздухопловну употребу. То је веома економична алтернатива за изворни ваздухопловни мотор. На овај начин се добије наменски, јефтин авионски мотор у распону снаге од 70 до 220 kW. Са оваквом конверзијом се почело почетком 70-их годинама, прошлог века и са хиљадама ових мотора тренутно лете лаки и ултралаки авиони. Од 10. децембра. године, национални одбор за безбедност саобраћаја регистровао је само седам случајева о инцидентима са авионима опремљеним „мазда“ моторима, и ниједан од њих није био због лошег пројекта или грешке у производњи. Током временског периода, од 1930. године, Ванкел мотор у суштини остаје непромењене конструкције изузев мањих разлика у примени материјала, у процесу производње и у варијацијама категорија.

### Турбоелисни мотор
Турбоелисни или турбоосовински мотори се првенствено користе за хеликоптере и као помоћни агрегати. Турбомотор је веома сличан елисно-млазном. Разлика је у томе што код елисно-млазног мотора је елиса директно на његовом вратилу, а он је чврсто уграђен на авион, преко својих носача. Турбински мотор није физички директни носач ротора хеликоптера, већ су они повезани преко редуктора, који је чврсто повезан за структуру летелице. Турбински мотор посредно погони редуктор, преко преносног вратила. На излазном вратилу редуктора уграђен је ротор. Пројекат и производња су истоветни, само је интеграција различита, присутан је или одсутан редуктор.

### Елисномлазни мотор
Војни борбени авиони захтевају веома велике брзине, док већина цивилних авиона не. Конструктори цивилних авиона желе да искористе велику енергију гасне турбине и да је претворе у велику снагу и на мањим брзинама. То је постигнуто са турбомотором и са традиционалном елисом. Добијена је велика вучна сила, која и на мањој брзини значи одржање снаге (пошто је производ силе и брзине приближно исти). Пошто гасна турбина има велики број обртаја, при оптималном раду, поставља се редуктор према елиси за смањење обртаја, пошто врхови кракова елисе морају имати локалну брзину испод брзине звука. Елисномлазни мотор, веома је ефикасан у оквиру области брзина крстарења авиона, а на тим режимима и лети на дужим дистанцама. То је обично око 640 km/h.

## Млазни мотор
Млазни мотор усисава велику количину ваздуха, који се са горивом меша. Та гасна мешавина сагорева, развијајући високу топлоту и кроз термодинамички процес томе гасу се вишеструко повећава количина кретања, пошто исти истиче с великом брзином. Резултат те промене количине кретања гаса је сила потиска, сагласно Њутновим законима. Ови мотори се изводе у више концепцијских апликација, прилагођених специфичним захтевима разних категорија и намена авиона. Ту целу групацију млазних мотора сачињавају турбо-млазни, двопроточног турбомлазног мотора, турбински, елисномлазни, пулсирајући млазни и набојно млазни. Сви ти мотори производе млаз гасова који великом брзином излази из издувне цеви.
Заједнички назив млазни мотор, односи се на унутрашње сагоревање у „каналу“ јединственог тела мотора. Изузев набојних и пулсирајућих млазних, сви се остали мотори заснивају на постојању обртних делова, постављених на заједничко вратило / вратила.
Кључни део млазних мотора је издувна млазница, са чијом променом попречног пресека, дуж осе, диктира се законитост измене параметара термодинамичког процеса па и ефикасност, односно добијени потисак.
Млазни мотори се првенствено користе на савременим авионима за лет на дугачким удаљеностима и на војним ловцима. Раније су се и на подзвучним авионима користили обични турбо-млазни мотори, који су у тој улози били неекономични. Савремени подзвучни авион сада користе двопроточне турбомлазне моторе са високим степеном двопроточности, са чиме им се рационалише потрошња горива. Ово решење има највећи значај за ефикасан и економичан авио-саобраћај.

### Турбомлазни мотор
Турбомлазни мотор је врста млазног мотора првенствено развијен за војне ловачке авионе, током Другог светског рата. Турбомлазни мотор је најједноставнији од свих млазних мотора са турбином. Поседује компресор за усисавање и сабијање ваздуха, одељак за сагоревање у коме се додаје гориво и прави се смеша која сагорева, једно или више турбинских кола (венаца) који су извор снаге од енергије издувних гасова, за покретање компресора, и издувне млазнице у којој се убрзавају издувни гасови и избацују из мотора за стварање потиска. Када је уведен турбо-млазни мотор, максимална брзина ловачких авиона, опремљених са њима, је повећана најмање за 160 km/h, у односу на противничке, са клипним мотором. Релативна једноставност конструкције турбомлазног мотора би олакшало ратну производњу, али се рат завршио пре него што се стигло са индустријализацијом тога моторе. У годинама после рата, недостаци турбомлазног мотора постепено су постали очигледни. На брзинама авиона, које одговарају Маховом броју испод 2, турбомлазни мотор се показао као веома не економичан потрошач горива и творац огромне буке. Историјски прелазак на другу технологију погона авиона је био доста болан и плаћен је са многим животима искусних пилота, пошто се изменила и техника управљања (пилотирања). Ови недостаци, на крају су довели до пада примене чисте варијанте турбо-млазног мотора, а само неколико типова су остали још увек у производњи.

### Двопроточни турбомлазни мотор
Двопроточни турбомлазни мотор је скоро исти као и базни турбомлазни, али са увећаним вентилатором на предњој страни који ствара вучну силу/потисак слично елиси, што доводи до смањења потрошње горива. Вентилатор ствара вучну силу као каналисана елиса и зато су уклоњена многа ограничења, која лимитирају карактеристике класичних елиса. Овакав концепт је ефикаснији за обезбеђење потиска него једноставно решење турбо-млазног мотора. Двопроточни турбо-млазни мотор је ефикасан у кроз-звучној области брзина авиона, а може да ради и у надзвучној области. Двопроточни турбо-млазни мотори користе више концентричних вратила, који се слободно међусобно обрћу, како би се омогућило да му брже расте потисак, на команду пилота са ручицом гаса (погледај напомене).
Део улазног ваздуха пролази кроз вентилатор и наставља кретање кроз језгро компресора, а затим у пламени део, где се меша са горива и та мешавина сагорева. Топли гас даље пролази кроз језгро у венац кола турбине, а затим у млазницу, као код основног турбо-млазног мотора. Остатак улазног ваздуха пролази кроз вентилаторски обимни део и заобилази језгро мотора, или цео мотор (зависно од концепције), баш као ваздух кроз елису. Ваздух који пролази кроз вентилатор има брзина која је незнатно повећана, у односу на слободни ток (брзину лета). Тако двопроточни турбо-млазни мотор добија део свога потиска од језгра а део од вентилатора. Однос ваздуха који иде око мотора и ваздуха који пролази кроз језгро, назива се однос двопроточности.
Због додавања вентилатора, последично повећање потрошње горива у језгру је безначајно количински увећано, а добитак је што се генерише значајан вишак потиска, за скоро исту количину горива коју користи језгро. То значи да је ова варијанта турбинског мотора врло економична, са аспекта потрошње горива.
Двопроточни турбо-млазни мотори се грубо деле на категорије са малом и великом количином обилазећег ваздуха, око проточног језгра. Мотори са малим односом двопроточности, кориснији су за ловачке авионе пресретаче. За борбене авионе, за непосредну подршку, при земљи, користе се мотори са великим односом двопроточности, а за вишенаменске борбене авионе са средњом, од 0,45 до 0,5. За путничке авионе се захтева висок однос двопроточности, што обезбеђује ниску потрошњу горива и малу буку. Велики однос двопроточности је најефикаснији када авион лети са брзином од 800 до 885 km/h. То је брзина крстарења, економична брзина путничких авиона. Са двопроточним турбо-млазним моторима, са ниским односом двопроточности, авиони могу постићи надзвучне брзине, са уграђеним системом за допунско сагоревање. Од тога правила, до сада, су изузета само два авиона, супер-крсташа, који постижу надзвучне брзине и без укључења допунског сагоревања. То су амерички F-22 Раптор и руски Сухој ПАК ФА.

### Ракетни мотор
Ракетни мотори, за разлику од осталих млазних, не узимају кисеоник из атмосферског ваздуха, већ га носе у засебним резервоарима у течном стању, поред горива. Њихов рад није везан за атмосферу, могу да раде и у безваздушном простору. Веома су ефикасни само на великим брзинама лета, развијају велику силу потиска, захваљујући великим брзинама издувних гасова, па је пораст количине кретања огроман. Почетна количина кретања горива и оксигента је једнака нули (пошто мирују у резервоарима), а њихових продуката сагоревања (гасова), на излазу из млазнице, је огромна. Тај велики прираст количине кретања значи и велика сила потиска. Недостатак им је што оксигент и гориво веома брзо потроше.
Због својих специфичности ракетни мотори се првенствено користе за погон свемирских летелица, војних ракета са бојевим главама (у разним варијантама и наменама) и код разних цивилних експерименталних и метеоролошких ракета.
Само неколико авиона користе ракетни мотор и то само за поједине фазе лета Бел Кс-1, Норт Америкен X-15 и свемирски авиони Спејс шатл и Буран.

## Процесни млазни мотор
Процесни млазни мотор је за велике брзине лета авиона, у домену преласка суперсоничних у хиперсоничне, које одговарају Маховом броји око 5. Овај мотор се заснива на увођењу водоника за гориво. Истраживања које је спровела НАСА, показују одличне карактеристике сагоревања водоника. Ослобађа се већа топлотна енергија, што генерише веће брзине истицања гасова, па и већи потисак. Топли делови, изложени су вишим температурама и морају бити активно хлађени и обложени ватросталним материјалима, а турбинске лопатице су керамичке.
Закључено је да је тај концепт реалан и да ту нема већих потешкоћа, али да употреба гориво мале густине захтева репројекат традиционалног млазног мотора. Такође, закључено је да треба проучити могуће прилагођавање употребе водоника за коришћење на постојећим концепцијама летелица.
Перформансе ових млазних мотора, у поређењу са конвенционалним, супериорније су. Усисани ваздух, са течним водоником повећава проток масе кроз мотор са процесом сагоревања. Употреба водоника преноси већу енергију на турбину која је преноси на компресор, а он снабдева мотор са ваздухом, под већим притиском. На овај начин, обезбеђује се стабилан рад и на већим висинама лета, са задовољавајућим потиском. Укупна маса гасова је већа, а и са већим је степеном загрејаности, са већом брзином истицања из мотора, што значи и са већом променом количине кретања, односно са већим потиском, у односу на класични млазни мотор. До сада је овај концепт мотора у домену истраживања, без експлоатационе апликације.

## Јонски мотор
Јонски мотор је облик електро погона за свемирске летелице, код којих се ствара потисак од убрзавања јона. Потисак је управно пропорционалан убрзавању јона, користећи електростатичку или електромагнетну силу.
Јонски погон користи млаз струјања јона за стварање потиска, у складу са законом о очувању количине покрета. Принципи убрзавања јона варирају, али сви пројекти се заснивају на доприносу односа масе пуњења / маса јона, што резултује у стварају велике брзине издувних гасова. Ово смањује масу горива потребну за погон ракете. Имајући у виду масу горива, јонски погони могу створити веома велике импулсе силе. Не могу створити велико убрзање, тако да се не могу користити за лансирање ракете, већ само као погон у свемиру.
Коришћени принципи су: Електростатички јонски погон, Халов јонски погон, Јонски погон са емисијом поља и Електромагнетни јонски погони.
Принцип рада јонског мотора се заснива на Кулоновом закону, убрзавају се јони у правцу електричног поља, са Лоренцовом силом. Добијени потисак са јонским мотором је врло мали, у поређењу са конвенционалним моторима са хемијским горивом, али је веома велики специфични импулс и велики је коефицијенат ефикасности. Овако висока ефикасност се постиже кроз веома штедљиву потрошњу „јонског горива“.
Због својих специфичности, јонски мотор је практично применљив само за погон свемирских летелица.

## Електро мотор
Електрични погон ваздухоплова, нашао је своју примену при технолошком развоју ефикасне акумулације електричне енергије у батерије мале масе и при реализацији ефикасног прикупљања сунчеве енергије и њене трансформације у електричну. Прво су развијане војне мале летелице, мете („трутови“) за вежбање гађања са противавионски средствима, затим беспилотне и пилотиране летелице, разне намене.
У Француској је први лаки авион са електромоторима, снаге 18 kW, са литијум-полимер батеријама, полетео је 2007. године. То је први такав авиона који је добио документа о пловидбености и ако му је долет свега 50 km
Успешно се развија програм Авион Хелиос у НАСА и у Швајцарској Соларни импулс, са електро моторима напајаним на бази конверзије соларне енергије у електро.